# (164294) 2004 XZ130
(164294) 2004 XZ130 ist ein Asteroid, dessen Orbit vollständig innerhalb der Erdumlaufbahn liegt (Inner Earth Object). Er wurde am 13. Dezember 2004 von dem US-amerikanischen Astronomen David J. Tholen am Mauna-Kea-Observatorium entdeckt.